# Beatrice Ohanessian
Beatrice Ohanessian (1927 – 2008) fue una pianista armenia-iraquí, notable por ser la primera concertista de Irak y la primera compositora.

## Biografía
Ohanessian nació en Bagdad en 1927 en una familia armenia acomodada. Su padre, nacido en Persia, se había establecido en Bagdad después de un tiempo en la India trabajando con los británicos. Su madre y dos tíos quedaron huérfanos como sobrevivientes del genocidio armenio. Ambos padres la animaron a estudiar música. Se matriculó en el Instituto de Bellas Artes y se graduó con mención especial en la especialidad de piano. Al graduarse, se desempeñó como asistente de su profesor de piano rumano, Julien Hertz. Una beca del gobierno iraquí le permitió continuar sus estudios en la Royal Academy of Music de Londres. Cuatro años más tarde, recibió su licenciatura en interpretación de piano y pedagogía, y una segunda especialización en canto.  Luego recibió una beca Fulbright para estudiar en la Escuela Juilliard en Nueva York. Su beca se extendió luego por un año más, debido a la Revolución del 14 de julio en Irak. 

## Carrera
Tras regresar a su país fue nombrada jefa del departamento de piano del Instituto de Bellas Artes de Bagdad. Durante las vacaciones de verano, participó en clases maestras y seminarios musicales en varios países. En 1961, se convirtió en concertista principal de la Orquesta Sinfónica Nacional Iraquí, cargo que ocupó durante más de treinta años. De 1969 a 1972, enseñó simultáneamente en la Universidad de Minnesota y Macalester College. En 1980, durante la guerra entre Irán e Irak, escribió la primera composición occidental iraquí. Su trabajo llamó la atención de los funcionarios iraquíes, incluido el presidente Sadam Huseín. Cuando se le preguntó qué recompensa le gustaría por sus logros, solicitó un mejor piano. Le obsequiaron un piano de cola Steinway, el cual tuvo que dejar al establecerse en Estados Unidos tras la Primera Guerra Mundial. La primavera antes de su muerte, el piano, que había sido mantenido a salvo por uno de sus amigos en la Sinfónica Nacional Iraquí, finalmente llegó a Minnesota, lleno de varios de sus vestidos de noche.

## Fallecimiento
En 1994, se mudó permanentemente a los Estados Unidos, instalándose en Minneapolis-Saint Paul, uniéndose a su hermano, Arsham, y su hermana, Sita. De nuevo comenzó a enseñar en la Universidad de Minnesota, Macalester College, así como en la Universidad de St. Thomas. Se desempeñó como organista de la  Iglesia Apostólica Armenia de San Pablo. Murió de cáncer el 17 de julio de 2008, en Bloomington, a la edad de 81 años.